# 92-es villamos (Brüsszel)
A brüsszeli 92-es jelzésű villamos a Schaerbeek Gare / Schaarbeek Sation és a Fort-Jaco megállók között közlekedik. Régebben T2000-es típusú alacsony padlós Bombardier villamosok közlekedtek a vonalon, de 2007 óta PCC 7700/7800-as típusú magaspadlójú villamosok közlekednek. 2010-től újra felbukkantak a vonalon a T2000-es villamosok a PCC 7700/7800-asok mellett. Néha láthatunk T3000-es és PCC 7900-as villamosokat is szolgálatban a vonalon.

## Története
A brüsszeli 92-es villamos 1968. március 19-én indult el. Színjelzése akkoriban fehér-piros volt. Akkoriban az Avenue de Meysse (Esplanade) és a place Emile Danco (Globe) között közlekedett.
Tizenhét éven keresztül a 92-es villamos vonala változatlan volt. 1985. augusztus 15-én a Louise prémétro állomás működésbe helyezése alkalmával, kezdték átszervezni a 92-es villamos vonalát. Először elterelték az Héros megállótól kezdve az Avenue Wolwendaelra, egészen Uccle déli része felé.

## Megállói

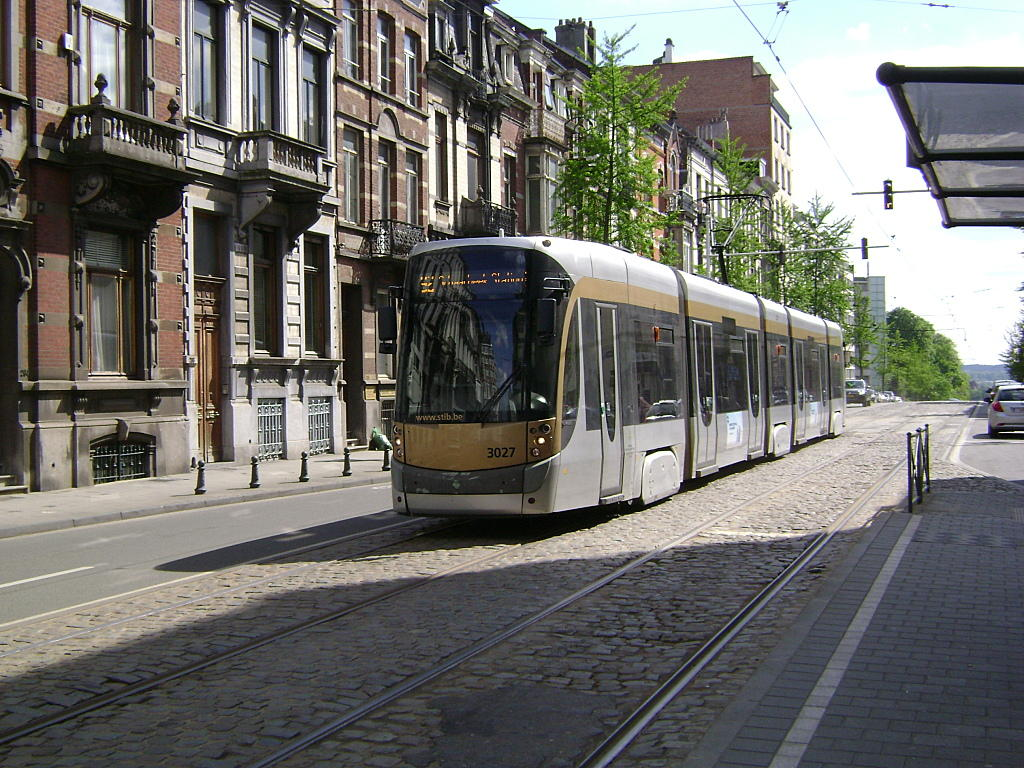
T3027 a Vanderkindere megállónál

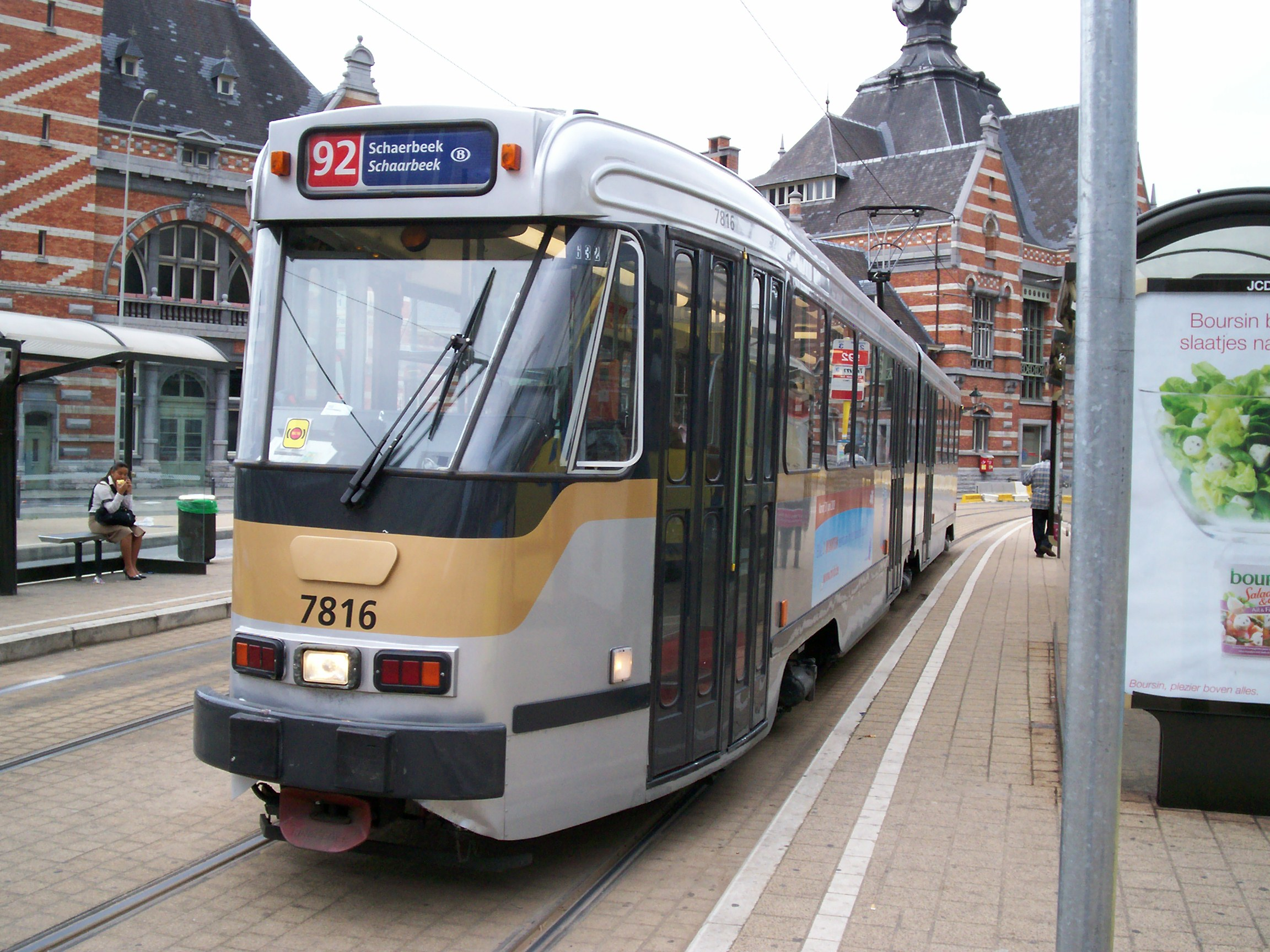
PCC 7800 a Schaerbeek Gare-nál

|  |   |  | Állomások                               | Városrészek                      | Átszállások                                        |
|  | - |  | --------------------------------------- | -------------------------------- | -------------------------------------------------- |
|  | o |  | Schaerbeek Gare / Schaarbeek Station    | Schaerbeek                       | 59 69 - SNCB                                       |
|  | o |  | Princesse Élisabeth / Prinses Elisabeth | Schaerbeek                       | 7 - 58 59                                          |
|  | o |  | Verboekhoven                            | Schaerbeek                       | 32 55 - 58 59                                      |
|  | o |  | Eenens                                  | Schaerbeek                       | 59 - De Lijn                                       |
|  | o |  | Pogge                                   | Schaerbeek                       |                                                    |
|  | o |  | Église Saint-Servais / St-Servaaskerk   | Schaerbeek                       |                                                    |
|  | o |  | Robiano                                 | Schaerbeek                       | 25 62 - 65 66 - N04 - De Lijn                      |
|  | o |  | Sainte-Marie / Sint-Maria               | Schaerbeek                       | 93 - N04 - De Lijn                                 |
|  | o |  | Gillon                                  | Saint-Josse-ten-Noode            | 93 - N04                                           |
|  | o |  | Botanique / Kruidtuin                   | Brüsszel / Saint-Josse-ten-Noode | 2 6 - 93 - 61 - N04                                |
|  | o |  | Congrès / Congres                       | Brüsszel                         | 93 - N04                                           |
|  | o |  | Parc / Park                             | Brüsszel                         | 1 5 - 93 - 29 63 65 66 - N04 N05                   |
|  | o |  | Palais / Paleizen                       | Brüsszel                         | 93 - N04 N05                                       |
|  | o |  | Royale / Koning                         | Brüsszel                         | 93 - 27 38 71 95 - N04 N05 N06 N08 N09 N10 N11 N12 |
|  | o |  | Petit Sablon / Kleine Zavel             | Brüsszel                         | 93 - 27 95 - N04 N05 N06 N08 N09 N10 N11 N12       |
|  | o |  | Poelaert                                | Brüsszel                         | 93                                                 |
|  | o |  | Louise / Louiza                         | Brüsszel                         | 2 6 - 93 94 97 - N06 N08 N09 N10 N11               |
|  | o |  | Stéphanie / Stefania                    | Brüsszel                         | 93 94 97 - N11                                     |
|  | o |  | Faider                                  | Saint-Gilles                     | 97 - N11                                           |
|  | o |  | Janson                                  | Saint-Gilles                     | 81 97 - N11                                        |
|  | o |  | Ma Campagne                             | Saint-Gilles                     | 54 - N11 - De Lijn - TEC                           |
|  | o |  | Darwin                                  | Forest                           |                                                    |
|  | o |  | Molière                                 | Forest / Ixelles                 |                                                    |
|  | o |  | Vanderkindere                           | Uccle                            | 3 4 7                                              |
|  | o |  | Messidor                                | Uccle                            | 4                                                  |
|  | o |  | Boetendael                              | Uccle                            | 4                                                  |
|  | o |  | Héros / Helden                          | Uccle                            | 4 - 38 41 43 98                                    |
|  | o |  | Marlow                                  | Uccle                            | 97                                                 |
|  | o |  | Wolvendael                              | Uccle                            | 97                                                 |
|  | o |  | Dieweg                                  | Uccle                            | 97                                                 |
|  | o |  | Thévenet                                | Uccle                            |                                                    |
|  | o |  | Lancaster                               | Uccle                            |                                                    |
|  | o |  | Station Saint-Job / Station Sint-Job    | Uccle                            | 60 - N10 - SNCB                                    |
|  | o |  | Place Saint-Job / Sint-Jobplein         | Uccle                            | 43 - N10                                           |
|  | o |  | Alphonse XIII                           | Uccle                            | N10                                                |
|  | o |  | Fond'Roy / Vronerode                    | Uccle                            | N10                                                |
|  | o |  | Fort-Jaco                               | Uccle                            | 43 - N10 - De Lijn - TEC                           |

## Üzemidő
A 92-es villamost a STIB üzemelteti. Körülbelül 05.20 és 01.00 óra között közlekedik minden nap a teljes vonalon. A Schaerbeek Gare és a Fort-Jaco között 60 perc a menetidő.

## Fordítás
Ez a szócikk részben vagy egészben  a   Ligne 94 du tram de Bruxelles című francia Wikipédia-szócikk ezen változatának fordításán alapul.  Az eredeti cikk szerkesztőit annak laptörténete sorolja fel. Ez a jelzés csupán a megfogalmazás eredetét és a szerzői jogokat jelzi, nem szolgál a cikkben szereplő információk forrásmegjelöléseként.